# Dead Space (videojuego de 2023)
Dead Space es un videojuego de terror y supervivencia de disparos en tercera persona desarrollado por Motive Studio y publicado por Electronic Arts (EA). Un remake del juego de 2008 del mismo nombre desarrollado por la difunta EA Redwood Shores (que, a partir de 2009 hasta 2017, se llamó Visceral Games). Su lanzamiento fue el 27 de enero de 2023, para PlayStation 5, Windows y Xbox Series X/S.  Es el primer lanzamiento de la serie Dead Space desde Dead Space 3 de 2013, y la primera remasterización de la misma.

## Sinopsis
La tripulación del Kellion llega a la órbita del planeta Aegis VII en donde se encuentra estacionada la USG Ishimura, pero cuando se preparaban para ingresar a la nave, un fallo en los sistemas de atraque de la nave hace que se estrellen a bordo del Ishimura debido a un mal funcionamiento del acoplamiento. Johnston, herida a causa del accidente, se queda atrás mientras Isaac, Kendra, Hammond y Chen investigan la nave aparentemente abandonada. Los necromorfos hechos de los cadáveres de la tripulación del Ishimura atacan al grupo, matando a Chen y obligando al resto a separarse. Mientras luchan contra la tripulación de muertos vivientes, el trío investiga a Ishimura para reparar su daño y descubrir que causó el brote. La situación empeora rápidamente cuando los Necromorfos matan a Johnston y destruyen la nave Kellion mientras un Chen transformado en una de estas criaturas ataca a Hammond, quien lo sella en una cápsula de escape antes de deshacerse de ella.
Mientras explora y repara el Ishimura, Isaac se reúne brevemente con Nicole y conoce a la doctora Elizabeth Cross, quien está tratando de encontrar a su novio, un minero de nombre Jacob Temple y gracias a sus consejos, Isaac logra matar a un Necromorfo gigante llamado Leviathan. Isaac también descubre la presencia de la fanática iglesia de la Unitología, un culto que llevó a su devota madre unitóloga a matar a su padre y a ella misma, tensando su relación con Nicole, y una misteriosa estructura conocida como la Efigie - una figura usada como ícono religioso dentro del culto de la Unitología -, que aparentemente causó el brote al inducir episodios de psicosis y episodios de alucinaciones en los colonos del planeta y más tarde en la tripulación del Ishimura. Mientras Isaac, Kendra y Hammond son atormentados por alucinaciones inducidas por la Efigie, Isaac se encuentra con un Unitologo llamado Chalus Mercer, quien envía un Necromorfo que creó para matarlo para que pueda traer la Efigie a la Tierra y causar un fenómeno que él llama "Convergencia", que efectivamente transformará a toda la población del planeta en Necromorfos.
Después de que Isaac lanza una baliza SOS al espacio, llega una nave militar llamada USM Valor, pero sufre su propio brote, habiendo recogiendo la cápsula de escape que sin ellos saberlo, era la que contenía en su interior a Chen. La nave Valor se estrella contra el Ishimura, Isaac y Hammond abordan la nave militar para recuperar su núcleo de singularidad para un transbordador de escape que Hammond encontró. A bordo, los dos se enteran de que la tripulación de la Valor no fue enviada para rescatar a la tripulación de la USG Ishimura, sino para destruirla y matar a los sobrevivientes. La pareja encuentra el núcleo, pero Hammond que también sufre los efectos de las alucinaciones de la Efigie es atacado por Chen (creyendo que éste estaba a salvo producto de sus delirios) y se sacrifica para matarlo con el núcleo sobrecargado. Isaac lo recupera y escapa por poco de la destrucción del Valor. Al regresar al Ishimura, se encuentra con el doctor Terrence Kyne, el jefe de ciencias dentro de la nave que también es Unitologo pero que a diferencia de Mercer, es consciente de las mentiras de la iglesia de la Unitologia quien y a pesar de su evidente deterioro mental, convence a Isaac y Kendra de que deben devolver la Efigie a Aegis VII para detener el brote.
Mientras ayuda a Kyne a recuperar la Efigie, Isaac se reencuentra con Mercer, quien mata a Temple antes de que sea asesinado a su vez por tentáculos Necromorfos. Isaac recupera la Efigie de los crecimientos y la carga en el transbordador, pero Kendra asesina a Kyne y escapa por su cuenta. Ella explica que ella es una agente del Gobierno de la Tierra que fuera enviada para recuperar la Efigie, ya que también le cuenta a Isaac que la Efigie que los Unitologos dentro de la tripulación de la Ishimura consideraban como una reliquia alienígena, era en realidad una réplica de un intento fallido de crear una Efigie mediante ingeniería inversa de una Efigie Negra original que fuera encontrada en la Tierra 200 años antes y que fuera llevada a Aegis VII para experimentar con ella desatando el brote de Necromorfos.  Antes de que pudiera irse y dejar a su suerte a Isaac, éste y Nicole recuperan el transbordador y lo usan para volar a la superficie de Aegis VII, aunque Kendra huye en una cápsula de escape.
Isaac y Nicole devuelven con éxito la Efigie roja al planeta, pero al colocar la Efigie en su pedestal, ocasiona que esta libere un pulso de energía desconocida que ocasiona que los anclajes de gravedad que sostienen una gigantesca placa tectónica extraída del planeta 
con anterioridad, se desconecten haciendo que la enorme roca amenace con caer a la superficie de Aegis VII destruyendo con ello la colonia y a todos dentro. Kendra llega en ese momento y retira la Efigie de su pedestal para llevársela. Ella entonces le revela a Isaac que Nicole estaba muerta todo el tiempo, habiéndose suicidado para evitar convertirse en una de estas criaturas durante el brote en la Ishimura. De este modo, la "Nicole" con la que Isaac estaba trabajando es en realidad Elizabeth Cross, quien alucinó a Isaac como Temple, y la Efigie los manipuló a ambos para devolverla a la Gnosis colectiva, un enorme Necromorfo que telepáticamente comanda a los demás. Kendra mata a una desafiante Cruz antes de ser asesinada por la Gnosis colectiva, que su vez es asesinada por Isaac. Isaac escapa por poco de Aegis VII cuando la carga útil del Ishimura se estrella contra su superficie. Solo en el transbordador de escape, Isaac comienza a volar pero es atacado por una alucinación hostil de Nicole.
En un final alternativo logrado a través del modo New Game Plus, Isaac discute "construir algo nuevo" con su alucinación de Nicole, después de haber cubierto el interior del transbordador con el lenguaje de la Efigie.

## Desarrollo
El periodista de juegos Jeff Grubb de GamesBeat informó que se estaba desarrollando una nueva versión de Dead Space en Motive el 1 de julio de 2021. Especuló que el éxito de Star Wars Jedi: Fallen Order (2019) y las nuevas versiones de Capcom de Resident Evil 2 y 3 fueron fundamentales en la decisión de la publicadora de dar luz verde a la nueva versión de Dead Space.
El juego fue desarrollado utilizando el motor Frostbite propiedad de EA, que Motive Studios utilizó anteriormente para desarrollar Star Wars: Squadrons y la campaña para un jugador de Star Wars Battlefront II. El juego conserva la misma historia y estructura que el original, pero cuenta con recursos, modelos de personajes y entornos rediseñados.  Los desarrolladores anunciaron una característica, la cual es que ahora se puede aprovechar los SSD en la novena generación de consolas para que el juego se presente como una "toma de secuencia ininterrumpida", sin pantallas de carga. También se pudo agregar contenido que se eliminó del juego original debido a limitaciones técnicas. El juego no cuenta con microtransacciones, a diferencia de Dead Space 3, donde la adición de microtransacciones resultó en una recepción negativa.
El director de arte del juego, Mike Yazijan, trabajó anteriormente como director de arte en EA Montreal ayudando a Visceral Games a desarrollar Dead Space 2. Gunner Wright volverá a interpretar su papel de Isaac Clarke, quien tendrá la voz completa, al igual que sus apariciones en Dead Space 2 y 3.

## Mercadotecnia
El juego se anunció en el evento Play Live de EA el 22 de julio de 2021, acompañado de un avance, con una fecha de lanzamiento inicial prevista para fines de 2022. El 11 de marzo de 2022, se anunció que el juego se retrasaría hasta principios de 2023. El 4 de octubre de 2022, se lanzó un avance oficial del juego "Dead Space" que reveló que la fecha de lanzamiento del juego sería el 27 de enero de 2023.

## Personajes
Isaac Clarke: El protagonista del juego y especialista en ingeniería. Isaac está encargado de reparar la USG Ishimura y, al mismo tiempo, busca encontrar a su novia, Nicole Brennan. Enfrenta los horrores de la nave solo con sus habilidades de ingeniería.
Kendra Daniels: Especialista en informática. Ayuda a Isaac guiándolo a través de la nave, hackeando puertas cerradas y monitoreando los sistemas de la USG Ishimura. Es parte del equipo y proporciona soporte técnico crítico.
Zach Hammond: Jefe de seguridad. Como líder de la misión, trabaja con Isaac y Kendra para reparar la USG Ishimura. Su principal objetivo es sobrevivir y completar la misión.
Nicole Brennan: La novia de Isaac y oficial médico senior en la USG Ishimura. Envía un registro de video a Isaac describiendo los extraños eventos en la nave, lo que motiva a Isaac a aceptar la misión de seguir y reparar la nave.
Dr. Challus Mercer: Un fanático Unitologista. Cree que los Necromorfos son el próximo paso en la evolución de la humanidad y realiza experimentos poco éticos con los pacientes de la nave en base a sus creencias. Mercer es una figura radical que apoya a los Necromorfos.
Dr. Terrence Kyne: Oficial científico en jefe de la USG Ishimura. Estudia el Marker en la nave y colabora con Isaac para detener la amenaza de los Necromorfos devolviendo el Marker a Aegis VII. Kyne juega un papel importante con su enfoque científico.
Benjamin Mathius: Capitán de la USG Ishimura. Es un Unitologista devoto cuyo principal objetivo es recuperar el Marker de Aegis VII. Durante la infestación de los Necromorfos, juega un papel crucial.
Dra. Elizabeth Cross: Científica asignada a la cubierta de hidroponía de la USG Ishimura. Durante la tragedia, se enfoca en crear una enzima para eliminar al Leviatán que tomó el control del Almacén de Alimentos de la nave y envenenó su aire. También busca a su novio, Jacob Temple.
Jacob Temple: Ingeniero jefe interino en la USG Ishimura. Durante la infestación de los Necromorfos, busca activamente a su novia, la Dra. Elizabeth Cross. Isaac encuentra a menudo los registros de audio que Jacob deja atrás mientras avanza por la nave.
Aiden Chen: El piloto principal de la USG Kellion. Sobrevive al choque de la Kellion contra la USG Ishimura, pero muere poco después en el primer encuentro con los Necromorfos.
Hailey Johnston: Copiloto de la USG Kellion. Sobrevive al choque inicial con la USG Ishimura, pero muere cuando la Kellion es destruida y explota.